# Asociația Mondială de Box
World Boxing Association (română Asociația Mondială de Box) este una din cele patru organizații majore consacrate de IBHOF care oficializează Campionatul Mondial de Box, alături de IBF, WBC și WBO. A fost fondată în 1962.
La categoria superușoară, între 5 ianuarie 2002 și 24 octombrie 2003, campion mondial a fost românul Leonard Doroftei.

## Campioni actuali
Actualizat la 27/03/2019.
| Greutate:           | Campion:                                   | Dată:              | Zile |
| ------------------- | ------------------------------------------ | ------------------ | ---- |
| Minimumweight       | Thammanoon Niyomtrong (THA)                | 29 iunie 2016      | 3193 |
| Light flyweight     | Hiroto Kyoguchi (JPN) (Super Champion)     | 31 decembrie 2018  | 2278 |
| Light flyweight     | Carlos Cañizales (VEN)                     | 18 martie 2018     | 2566 |
| Flyweight           | Artem Dalakian (UKR)                       | 24 februarie 2018  | 2588 |
| Super flyweight     | Kal Yafai (UK)                             | 10 decembrie 2016  | 3029 |
| Bantamweight        | Nonito Donaire (PHI) (Super campion)       | 3 noiembrie 2018   | 2336 |
| Bantamweight        | Naoya Inoue (JPN)                          | 25 mai 2018        | 2498 |
| Bantamweight        | Reymart Gaballo (PHI) (Campion interimar)  | 23 martie 2018     | 2561 |
| Super bantamweight  | Daniel Roman (USA)                         | 9 decembrie 2017   | 2665 |
| Featherweight       | Léo Santa Cruz (MEX) (Super campion)       | 28 ianuarie 2017   | 2980 |
| Featherweight       | Xu Can (CHN)                               | 26 ianuarie 2019   | 2252 |
| Super featherweight | Gervonta Davis (USA) (Super campion)       | 21 aprilie 2018    | 2532 |
| Super featherweight | Andrew Cancio (USA)                        | 9 februarie 2019   | 2238 |
| Lightweight         | Vasyl Lomachenko (UKR)(Super campion)      | 12 mai 2018        | 2511 |
| Super lightweight   | Kiryl Relikh (BLR)                         | 10 martie 2018     | 2574 |
| Welterweight        | Keith Thurman (USA) (Super campion)        | 2 noiembrie 2016   | 3067 |
| Welterweight        | Manny Pacquiao (PHI)                       | 15 iulie 2018      | 2447 |
| Super welterweight  | Jarrett Hurd (USA) (Campion unificat)      | 7 aprilie 2018     | 2546 |
| Super welterweight  | Brian Castaño (ARG)                        | 18 noiembrie 2016  | 3043 |
| Middleweight        | Saúl Álvarez (MEX) (Super campion)         | 15 septembrie 2018 | 2385 |
| Middleweight        | Robert Brant (USA)                         | 20 octombrie 2018  | 2350 |
| Super middleweight  | Callum Smith (UK) (Super campion)          | 28 septembrie 2018 | 2372 |
| Super middleweight  | Saúl Álvarez (MEX)                         | 15 decembrie 2018  | 2294 |
| Light heavyweight   | Dmitry Bivol (RUS)                         | 21 mai 2016        | 3232 |
| Light heavyweight   | Marcus Browne (USA) (campion interimar)    | 19 ianuarie 2019   | 2259 |
| Cruiserweight       | Oleksandr Usyk (UKR) (Undisputed Champion) | 22 iulie 2018      | 2440 |
| Heavyweight         | Anthony Joshua (UK) (Campion unificat)     | 29 aprilie 2017    | 2889 |
| Heavyweight         | Manuel Charr (SYR)                         | 25 noiembrie 2017  | 2679 |
| Heavyweight         | Trevor Bryan (USA) (campion interimar)     | 11 august 2018     | 2420 |

## Vezi și
- Lista campionilor mondiali la box, WBA

## Legături externe
- Site oficial WBA